# Gong (banda)
Gong es una banda anglo-francesa de rock progresivo y rock psicodélico, formada por el músico australiano Daevid Allen en 1967. 
Fueron parte de lo que se conoció como Sonido o Escena de Canterbury. 
Su música ha sido también descrita como rock espacial. 
Otros integrantes importantes que han pasado por Gong a lo largo de los años son Allan Holdsworth, Tim Blake, Didier Malherbe, Bill Bruford, Pip Pyle, Gilli Smyth, Steve Hillage, Mike Howlett, Pierre Moerlen o Jorge Pinchevsky.
Cabe destacar asimismo otros proyectos surgidos del Gong original, como Mother Gong, Planet Gong o Pierre Moerlen's Gong, los cuales desarrollaron carreras aparte de la banda madre.

## Historia
Previamente a la historia de la banda, Daevid Allen estuvo de gira con su grupo Soft Machine pero no le fue concedida la posibilidad de regresar a Inglaterra por cambios en el sistema migratorio de ese país. Debido a ello se queda en Francia pero luego realiza un viaje al mediterráneo en donde tuvo una epifanía durante un viaje en LSD en 1966, España; durante el cual vislumbró la palabra Gong y lo que ella podría significar en el futuro. Durante este viaje conoció al escritor Robert Graves en Deia, Mallorca, un pueblo con espacio libertad para artistas de diversas ideas. A su regreso a Francia, formó Gong como un grupo político-experimental de la bohemia francesa. Para aquel momento, Allen se rodeó de músicos franceses como Zizka Baum, su novia Gilly Smyth y Loren Standlee en la flauta. Esta primera encarnación de Gong fue efímera y no editó ningún material, sólo grabaciones de experimentación sonora de flauta, guitarra y las "Space Wishper" de las chicas, que era una suerte de experimentación vocal con sonidos de suspiros (fue lo único que permaneció en el grupo hasta su época dorada). Uno de estos audios puede ser encontrado en Youtube. Se puede decir que esta primera encarnación de Gong no tuvo mayor relevancia discográfica o de otra índole ya que solo duró un año aproximadamente (1967-68)  pero sentó las bases psicodélicas, experimentación, búsqueda introspectiva y poesía que serían el motor de las siguientes encarnaciones de Gong con Daevid Allen.
Debido a los problemas emergentes por la Revolución de Mayo del 68 la banda se ve disuelta. Sobre todo por la actitud de Daevid Allen, al enfrentarse a los uniformados con ositos de peluche. Acción que enojó tanto a los comunistas como a las fuerzas del orden francesas, lo cual le obliga a retirarse a España junto a su compañera Gilly Smyth. No obstante, este viaje fue efímero al publicitar Smyth un panfleto feminista que no gustó a las autoridades franquistas. El amigo de la pareja Jérôme Laperrousaz los invita a Francia para grabar el Soundtrack de una película sobre motociclistas que estaba planeando en agosto de 1969. Durante este viaje, Allen conoce a Didier Malherbe, un vientista de jazz, fanático de Charlie Parker que vivía en una cueva al sur de Francia, cerca a Marsella. Junto a él viajan a París para reformar la banda. No obstante, el plan de la película aún no se pudo concluir, hecho llevó a al grupo a buscar otros caminos. En ese contexto conocen a Jean Karakos del recién creado BYG Actuel records que les firma un contrato, si bien este sello se enfocaba más en el jazz que en el rock. Para este momento el grupo contaba con el baterista Rachid Houari, nacido en Teherán. Lanzan un primer álbum en 1970: Magick Brother, un disco muy influido por el imaginario de Syd Barrett, aunque con una mayor presencia de elementos de jazz. Durante las sesiones de grabación se incluye al bajista francés Christian Tritsch, si bien no toca en el disco porque todavía tenía que aprender las canciones (Allen se encarga del bajo). Este disco inicia con los típicos Space Wishpers de Gilly Smyth pero contiene canciones principalmente cortas y acústicas con un sentido político de tintes anarquistas. Además cuenta con la colaboración de músicos de jazz en el contrabajo y piano.
El sello continuaría contribuyendo con el desarrollo del grupo al organizar un festival del creciente rock underground, a pesar de la inexistente movida francesa de aquel entonces. Participan Frank Zappa, Magma y Gong en un concierto que intentaba promocionar al grupo. Dicho evento se realizó en el pequeño pueblo de Amougies, Bélgica, con la presentación del grupo por parte de Zappa el 27 de octubre de 1969.  Para ese momento se incluyen a los músicos Danny Laloux en el cuerno de caza & percusiones,  Dieter Gewissler & Gerry Fields en violines. No obstante, el disco fue lanzado recién en marzo de 1970 seguido de un sencillo en francés "Est-Ce Que Je Suis; Garçon Ou Fille?" / "Hip Hip Hypnotise Ya" que incluyó a los músicos ya mencionados. En octubre de 1970 el grupo se muda a una cabaña abandonada de 12 cuartos llamada Pavillon du a 120 km de París. Permanecerán en esta cabaña viviendo en comunidad hasta mediados de 1974. Esta formación no grabaría ningún disco pero existe un vídeo para la televisión francesa en el programa "Jazz Land", sin Gerry Fields, en el que graban una canción llamada "Dream it".
Houari deja la banda en otoño de 1971 y es reemplazado por un activo miembro de la escena de Canterbury Pip Pyle. Este fue presentado por Robert Wyatt durante la grabación del primer disco solista de Allen "Banana Moon". Es en este periodo que el grupo graba la banda sonora para la película de Jérôme Laperrousaz llamado "Continental Circus" sin Danny Laloux y Dieter Gewissler. Luego de ello tocaron en el segundo festival de Glastonbury que se editó en vinilo "Glastonbuty Fayre". Ambas grabaciones salieron en 1972. Es entonces que recién empiezan a trabajar en su segundo disco, "Camembert Electrique", lanzado por BYG en 1971, del cual Allen dijo "el primer disco real como banda". En este disco se inicia con el sonido espacial con rock progresivo que marcarían los siguientes trabajos. Destacan composiciones de Allen y Tritsch, además de presentar los dibujos de "Pot Head Pixies" que marcarían la temática mitológica del grupo. De hecho, el primer tema se llama "Radio Gnome Invisible" que luego cambiaría de nombre para no ser confundida con otra canción del mismo nombre en el siguiente disco. Lo mismo con "Selene" que sería otra canción con el mismo nombre aparecida en el disco "Angel's Egg". Finalmente, Cabe destacar a "Camembert Electrique" por ser el primero en el que Allen coloca apodos a los miembros del grupo en vez de sus nombres reales. Por ejemplo, Allen se llama a sí mismo "Bert Camembert", Gilli Smyth es "Shakti Yoni", Christian Tritsch es "Submarine Captain" y Didier Malherbe es "Bloombido Bad de Grasse" debido a su gusto por disco Bloomdido de Charlie Parker. Luego del primer tour por Inglaterra, Pip Pyle deja la banda y es reemplazado por Laurie Allan. Según Allen, Laurie Allan era paranoico y siempre buscaba apoyar su espalda contra la pared porque temía ser asesinado por atrás. Siempre buscaba una manera distinta de tocar las canciones, cuando no encontró una manera diferente de tocarlas, se fue del grupo.
Durante este período es que se abren diversos espacios en las universidades francesas para promocionar los grupos emergentes como Magma y Gong que sentaron un precedente en la música experimental y progresiva en Francia, impulsado por diversos actores foráneos y locales como Giorgio Gomelsky (reconocido productor de Soft Machine, Rollings Stones, etc), quien se alejaría de Gong para enfocarse en Magma durante los siguientes años. Parte de este período se ve reflejado en el video para TV Francesa cuando el presentador le pregunta a Allen "¿Qué es Cammembert?" a lo que le responde "Kobaia" en referencia a Magma. En aquel momento, en palabras de Allen: "Magma era el caos y nosotros éramos la liberación".
En 1972 Laurie Allan se retira del grupo y es reemplazado por Mac Poole y luego por Charles Hayward (de Quiet Sun) y luego por Rob Tait, antes de volver al grupo ese mismo año. Gilli Smyth se retira por un tiempo para cuidar de su hijo recién nacido, Orlando Allen. Rápidamente es reemplazada por Diane Steward, quien era pareja de Tait y exesposa de Graham Bond. Christian Tritsch se va a la guitarra, donde se sentía más cómodo y su puesto como bajista es tomado por Francis Moze, virtuoso exbajista de Magma. Mientras que el sonido se expande con el apoyo de Tim Blake en los sintetizadores. Esta alineación sentaría las bases para la expansión del sonido de Gong ya que los nuevos músicos tendían a ser virtuosos que apoyaron con su habilidad el talento de Allen como compositor. No obstante, Allen no ve un avance significativo de su proyecto en Francia por lo que decide acudir personalmente a Richard Branson de Virgin Records para conseguir un contrato discográfico que le de continuidad al grupo. Ello derivó de un problema legal entre BYG y Virgin sobre los derechos de la música del grupo lo que impidió a estos recoger sus regalías en los siguientes años. 
Es en este contexto que inicia el desarrollo de lo que vendría a ser la etapa "clásica" de Gong. Virgin permite a Gong ensayar en su Manor Studio, Oxford en diciembre de 1972, lo que expande sus posibilidades de producción. En 1973 editan Flying Teapot, inspirados en la idea de la Tetera de Russell. Es considerado un disco de culto al igual que los subsiguientes Anggel's Egg y You. Estos narran la historia del personaje Zero the Hero y su viaje al planeta Gong. El disco participaron nuevamente Rachid Houari (percusiones) y Giorgio Gomelsky (producción). También marca la salida de Tritsch (quien había participado en Gong casi desde el inicio) y de Francis Moze que se había peleado con casi todo el grupo antes de su salida. Houari fallece ese año. El reemplazo de Tritsch en la guitarra fue Steve Hillage, que fue introducido por Kevin Ayers (antiguo compañero de Allen en Soft Machine) y venía de una gira con Mike Oldfield. Hillage solo participó añadiendo solos y efectos y retoques en algunas canciones ya grabadas por Tritsch y Allen, pero no en la composición, cosa que sí haría en los siguientes discos.
Para la composición de la segunda parte de la trilogía la banda apenas se mantenía estable. El grupo había vuelto a la cabaña francesa y allí montaron su estudio de ensayos. Smyth y Allen se retiran por largo tiempo para cuidar a sus hijos, mientras que Laurie Allan se va del grupo nuevamente. Rob Tait y Diane Steward reemplazan nuevamente la batería y las voces Space Wishper. En este contexto, llega a la banda Pierre Moerlen y Mike Howllet. Moerlen había escuchado a Gong y al enterarse de que les hacía falta un baterista llegó en taxi y les dijo "ya tienen nuevo baterista". De otro lado, a Howllet llegó gracias a que su pareja de aquel entonces vivía en la comunidad de aquella cabaña y le propuso la idea. El grupo Blake, Howllet, Malherbe, Moerlen y Hillage compuso la mayor parte de este segundo disco. Para cuando Allen y Smyth estaban de vuelta,  Allen se encargó de las letras y concepto, así como de algunas otras composiciones. De esa manera sale el disco Angel's Egg, marcado por una expansión del sonido y virtuosismo de sus componentes.
El grupo se retira de la granja en Francia a una granja inglesa en Oxforshire. Smyth se retira nuevamente para cuidar de sus hijos mientras que Moerlen se retira un tiempo para realizar sus trabajos con las "Percusiones de Strasburgo". Retornaron para la grabación de "You", la tercera y última parte de la trilogía. En esta se destacan las canciones largas, espaciales y progresivas con poquísimas letras y arreglos vocales a diferencia de los trabajos realizados por Allen en anterioridad. Si bien la música aparece compuesta por casi todo el grupo, parece que los músicos más jóvenes y virtuosos se apoderaron de la composición del disco. De otro lado, para este disco ingresan al grupo Miquette Giraudy en los sintetizadores y Space Whisper (junto a Gilli Smyth), Mirelle Bauer en el vibráfono y percusiones (pareja de Moerlen) y Benoit Moerlen en las marimbas y percuiones (hermano de Pierre). El disco sale publicado en 1975 y sería el último con su fundador Daevid Allen quien se retira de la banda en un concierto ese año al sentir que "había una pared de fuerza que no me dejaba salir a tocar". Junto a él se retira Gilly Smyth, quien quería pasar más tiempo con sus hijos, mientras que Tim Blake ya se había retirado unos meses antes por problemas con miembros del grupo, sobre todo por adquirir un comportamiento violento durante la vida en comunidad. Con ello termina el período "clásico" del grupo. 
El grupo continuó dando conciertos alrededor de Europa durante el resto del año. Steve Hillage tuvo que tomar el rol de líder dentro de la banda, al mismo tiempo que se les une Patrice Lemione en los teclados. Fruto de dichas apariciones, se editaron algunos discos en vivo de la banda: Gong Live Etc,  que es un disco compilatorio de 1973 a 1975 en el que figuran Rob Tait (batería) y Diane Steward (Space Wishpers), mientras que Allen no está presente en el último lado de este LP al pertenecer a 1975. Luego de este,  Live in Sherwood Forest '75 en el cual ya no figura Allen y es una de las pocas grabaciones de Gong previas a Shamal con Steve Hillage y Miquette Giraudy como miembros permanentes del grupo. De otro lado, para este disco ya se les había unido el conocido músico argentino Jorge Pinchevsky en el violín. En este LP se escuchan algunos temas propios de lo que sería el siguiente disco y del futuro disco solista de Hillage "Fish Rising". Ambos discos saldrían en años posteriores, 1977 y 2005 respectivamente.
Hillage no se sentía cómodo siendo el líder de la banda por lo que decide, junto a Miquette Giraudy, dejarla al mando del bajista Mike Howlett. Muy a pesar de la crisis en el grupo, en diciembre de ese año graban el siguiente disco: Shamal. El disco es lanzado en febrero de 1976 y como miembros permanentes figuran: Mike Howlett, Didier Malherbe, Pierre Moerlen, Mireille Bauer y Patrice Lemoine; Steve Hillage, Miquette Giraudy, Jorge Pinchevsky y Sandy Colley figuran como invitados.La música de esta alineación manifiesta un alejamiento de la psicodelia, mientras que se acerca al jazz y la fusión étnica, sobre todo por el tema "Bambooji". Luego de este trabajo, Mike Howlett deja el grupo para tocar con Sting en Strontium 90 (banda que creó el músico, previa a The Police) y trabajar como productor en los 80's con bandas de New Wave.
El contrato con Virgin obligaba a los miembros restantes a seguir editando discos como Gong por lo que el baterista Pierre Moerlen es el elegido para tomar el mando en 1976. Como un intento de darle legitimidad a la banda, todavía se mantenía Didier Malherbe como miembro original, se decide traer a Francis Moze nuevamente. Junto a ellos se suma Mino Cinelu en las percusiones y Allan HoldsWorth a la guitarra. Ellos editan Gazeuse! en 1976. A partir de ese momento, la música de Gong se había entrado por completo al jazz rock y ya no tenía nada que hacer con la psicodelia progresiva y espiritual de los discos anteriores. Didier Malherbe, Mino Cinelu, Allan Holdsworth y Francis Moze dejan el grupo. No obstante, Pierre Moerlen reagrupa la banda con el bajista norteamericano Handsford Rowe y François Causse en las congas. Logran editar el último disco bajo la denominación de "Gong": Expresso II. Allí participan Mick Tylor (de los Rolling Stones), Bon Lozaga y Allan Holdsworth en las guitarras como invitados y Darryl Way (de Curved Air) en el violín, también como invitado. Dicho material se grabó en 1977 y se editó en 1978.
En paralelo a esto, Daevid Allen decide montar un concierto junto en Francia junto a los miembros del disco "You". El concierto duró tres horas, de las cuales solo se mantuvieron 76 minutos en un disco doble. Allen llamó al disco "Gong est Mort, Vive Gong" y se lanzó ese mismo año (1977) bajo el sello tapioca records. Esta doble presencia de Gong hizo que la banda liderada por Pierre Moerlen cambie de nombre a "Pierre Moerlen's Gong" (que continuó editando varios discos de jazz rock hasta los 80's). Sin embargo, Allen no vovlería a utilizar el nombre de Gong para sus siguientes reencarnaciones hasta los 90's.
De este punto en adelante, hubo diversas encarnaciones de Gong con diversos músicos de diversas bandas. Entre ellas tenemos a Planet Gong de 1978 que era Daevid Allen y Gilly Smyth junto a los Here and Now; en 1979 se inicia Mother Gong, de Gilly Smyth con Harry Williamson junto a otros músicos; New York Gong, Daevid Allen junto a los posteriores Material y Gongmaison a finales de los 80's. 
Sin embargo, Allen reflotó al grupo a principios de los años '90, a través del disco Shapeshifter, de 1992, seguido de Zero to Infinity (2000) y Acid Motherhood (2004). Este último álbum contó con la presencia de dos miembros del grupo japonés Acid Mothers Temple: Kawabata Makoto a la guitarra, y Cotton Casino en sintetizadores y voz.
Para cerrar la década, Allen realizó un nuevo trabajo en estudio de Gong, el cual vio la luz a fines de 2009, simplemente titulado 2032, álbum que cuenta con la participación de miembros históricos de la banda, como Steve Hillage, Gilli Smyth o Mike Howlett.

## Discografía
En estudio
- 1970 Magick Brother (BYG Actuel)
- 1971 Camembert Electrique (BYG Actuel)
- 1971 Continental Circus (Philips)
- 1973 Flying Teapot (Virgin)
- 1973 Angel's Egg (Virgin)
- 1974 You (Virgin)
- 1975 Shamal (Virgin)
- 1976 Gazeuse! (Virgin)
- 1978 Expresso II (Virgin)
- 1992 Shapeshifter (Celluloid)
- 2000 Zero to infinity (Snapper Music Group)

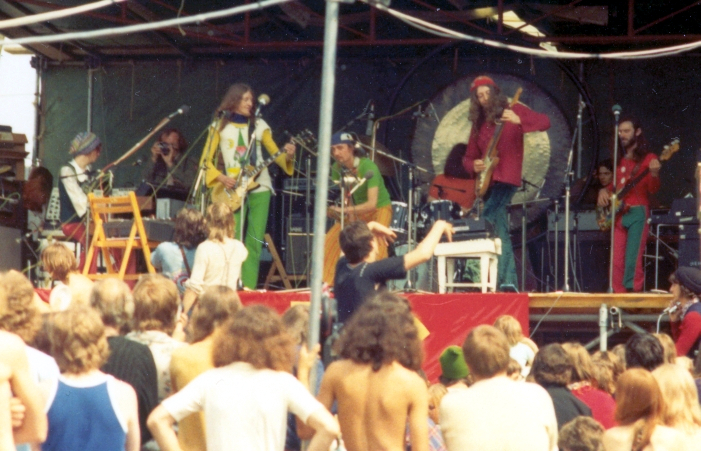
Gong tocando en el Hyde Park de Londres, en 1974.

- 2004 Acid Motherhood (Voiceprint)
- 2009 2032 (G-Wave)

En vivo
- 1977 Live Etc
- 1977 Gong est Mort... Vive Gong
- 1990 Live at Sheffield '74
- 1990 Live au Bataclan 1973
- 1993 Live on T.V. 1990
- 1995 25th Birthday Party
- 1996 The Peel Sessions 1971-1974
- 2000 Live 2 Infinitea
- 2002 Glastonbury Fayre 1971
- 2005 Live in Sherwood Forest '75

## Miembros
- Daevid Allen
- Orlando Allen
- Fabio Golfetti
- Dave Sturt
- Ian East
- Kavus Torabi

## Antiguos miembros
| - Ziska Baum - Loren Standlee - Didier Malherbe - Christian Tritsch - Pip Pyle - Tim Blake - Francis Moze - Laurie Allan - Rachid Houari - Mike Howlett - Mino Cinelu - Brian Davison - Steve Hillage - Pierre Moerlen - Mireille Bauer | - Benoit Moerlen - Bill Bruford - Charles Hayward - Jorge Pinchevsky - Sandy Colley - Patrice Lemoine - Dharmawan Bradbridge - Arthur Brown - Gwyo ze pix - Graham Clark - Shyamal Maitra - Chris Cutler - Keith Bailey - Mark Hewins | - Daniel Laloux - Hansford Rowe - Theo Travis - Mark Robson - Josh Pollock - Kawabata Makoto - Cotton Casino - Tatsuya Yoshida - Fred Barley - Gabriel Costa - Marcelo Ringel - Yuji Katsui - Elliet Mackrell - Stefanie Petrik |